# Schouw (De Friese Meren)
Schouw (Fries: De Skou of Skou) is een buurtschap in de streek Gaasterland in de gemeente De Friese Meren, in de Nederlandse provincie Friesland. De buurtschap ligt ten noordoosten van Rijs en ten noorden van Oudemirdum. Schouw ligt aan de rand van de Gaasterlandse bossen ten zuiden van het zandgat en natuurgebied de Wyldemerk.
De buurtschap is ontstaan op de plek waar de Spookhoekstervaart en de Van Swinderenvaart samenkomen. In 1844 werd een huis bij de veerpont gebouwd. Schouw is een andere benaming voor een overzet. Anno 2018 bestaat de buurtschap uit vier huizen, dat waren er een tijdje vijf. In de jaren 60 van de twintigste eeuw vond er zandwinning plaats aan de rand van de vaarten en ontstond de plas Wyldemerk. Aan de plas ligt een klein haventje.
Tot 1 januari 1984 lag Schouw in de gemeente Gaasterland waarna het tot 2014 in de gemeente Gaasterland-Sloten lag.

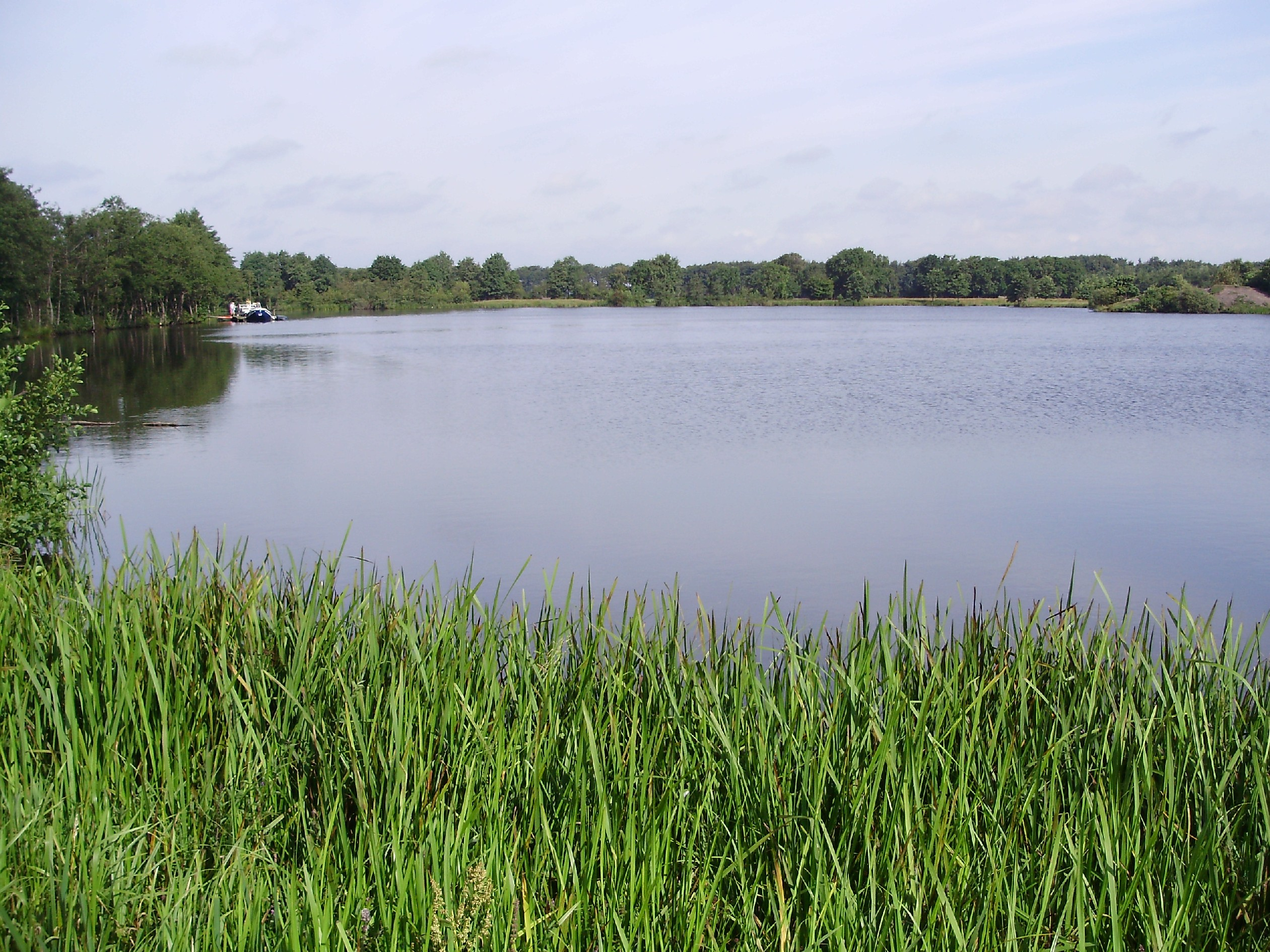
De Wyldemerk (2009)

Hoofdplaats: Joure     Stad: Sloten

Dorpen en gehuchten: Akmarijp · Bakhuizen · Balk · Bantega · Boornzwaag · Broek · Delfstrahuizen · Dijken · Doniaga · Echten · Echtenerbrug · Eesterga · Elahuizen · Follega · Goingarijp · Harich · Haskerhorne · Idskenhuizen · Kolderwolde · Langweer · Legemeer · Lemmer · Mirns · Nijehaske · Nijemirdum · Oldeouwer · Oosterzee · Oudega · Oudehaske · Oudemirdum · Ouwster-Nijega · Ouwsterhaule · Rijs · Rohel · Rotstergaast · Rotsterhaule · Rottum · Ruigahuizen · Scharsterbrug · Sint Nicolaasga · Sintjohannesga · Snikzwaag · Sondel · Terhorne · Terkaple · Teroele · Tjerkgaast · Vegelinsoord · Wijckel

Buurtschappen: Ballingbuur · Bargebek · Boornzwaag over de Wielen · Brekkenpolder · Commissiepolle · De Rijlst · Delburen · Finkeburen · Heide · Hooibergen · Nieuw Amerika · Onland · Schoterzijl (deels) · Schouw · Spannenburg · Tacozijl · Trophorne · Tweehuis · Vierhuis · Vrisburen · Westerend-Harich · Zevenbuurt

Friesland: Steden en dorpen      Nederland: Provincies · Gemeenten